# 蒙德巴什河
蒙德巴什河是俄羅斯的河流，屬於孔多馬河的右支流，由科麥羅沃州負責管轄，河道全長120公里，流域面積2,280平方公里，發源自薩彥嶺西北部，河水主要來自雨水和融雪，每年十一月至翌年四月結冰。